# سكة حديد مشهد الحضرية
سكة حديد مشهد الحضرية (الفارسية: قطار شهری مشهد) هو نظام نقل سريع في مشهد، في إيران. وهو ثاني أقدم نظام نقل سريع في إيران. كان النظام معروفًا بعدد من المصطلحات، بما في ذلك "السكك الحديدية الخفيفة" أو "المترو الخفيف" و"السكك الحديدية الحضرية" أو "المترو". بُنيَت خطوطه وفقًا لمعايير مختلفة، فتميز النظام بالفصل الكامل والفاصل الزمني المتكرر المرتبط عمومًا بالنقل السريع. يعمل خط السكك الحديدية الحضرية في مشهد على الخط الأول من الساعة 6 صباحًا إلى 10 ليلًا كل يوم.
اعتبارًا من عام 2025، يعمل النظام على 3 خطوط؛ الخط الأول، الذي اُفتتح في عام 2011، هو خط سكة حديد خفيف يمتد من الشرق إلى الغرب ويتصل بالمطار. الخط الثاني، الذي اُفتتح في عام 2017، هو خط سكة حديدية ثقيل على طول المحور الشمالي الجنوبي للمدينة. الخط الثالث، الذي بدأ تشغيله جزئيًا في عام 2025، بُني أيضًا وفقًا لمعايير السكك الحديدية الثقيلة ويخدم المنطقة المركزية حول مرقد الإمام الرضا.

## الشبكة

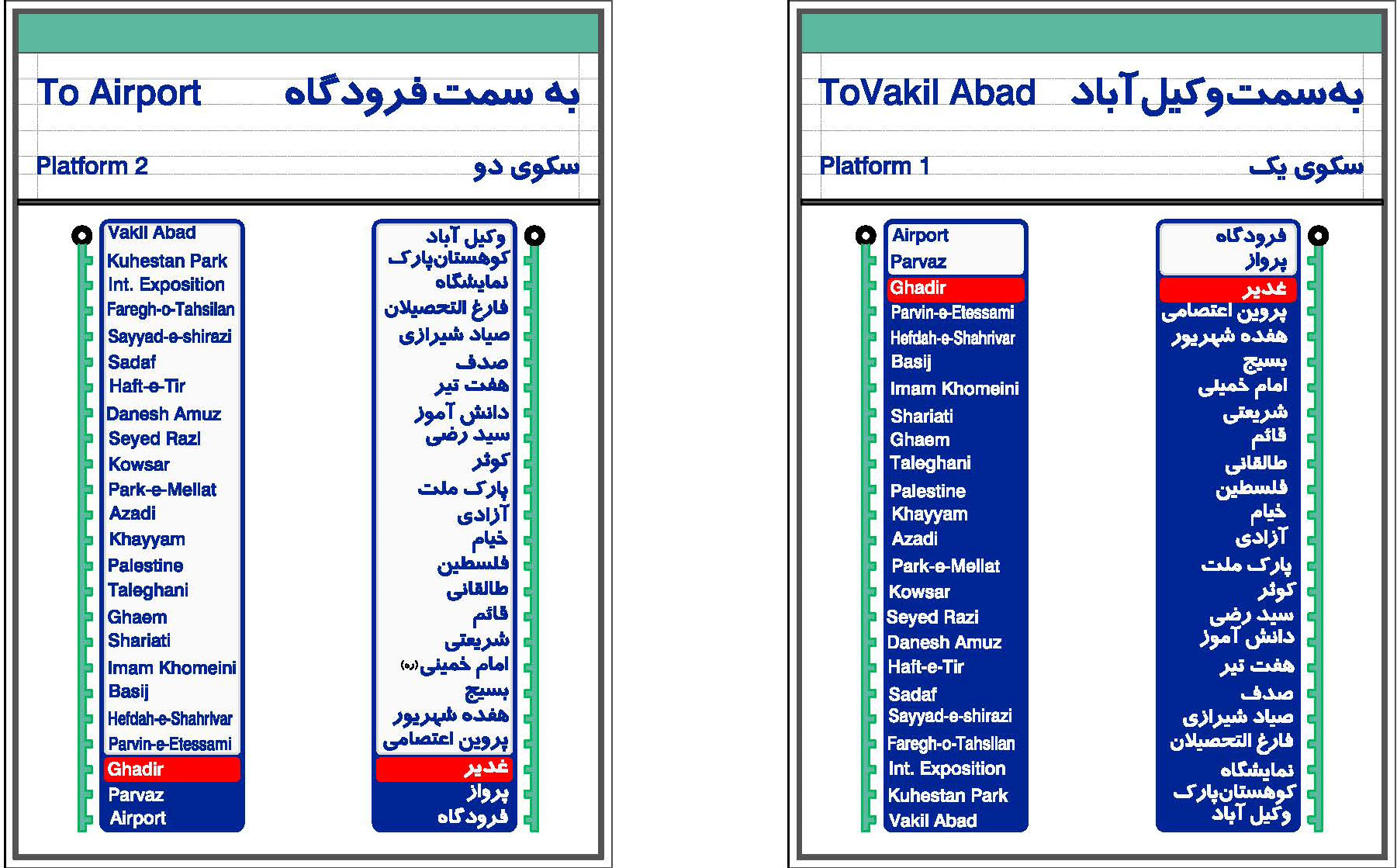
الصورة الرمزية

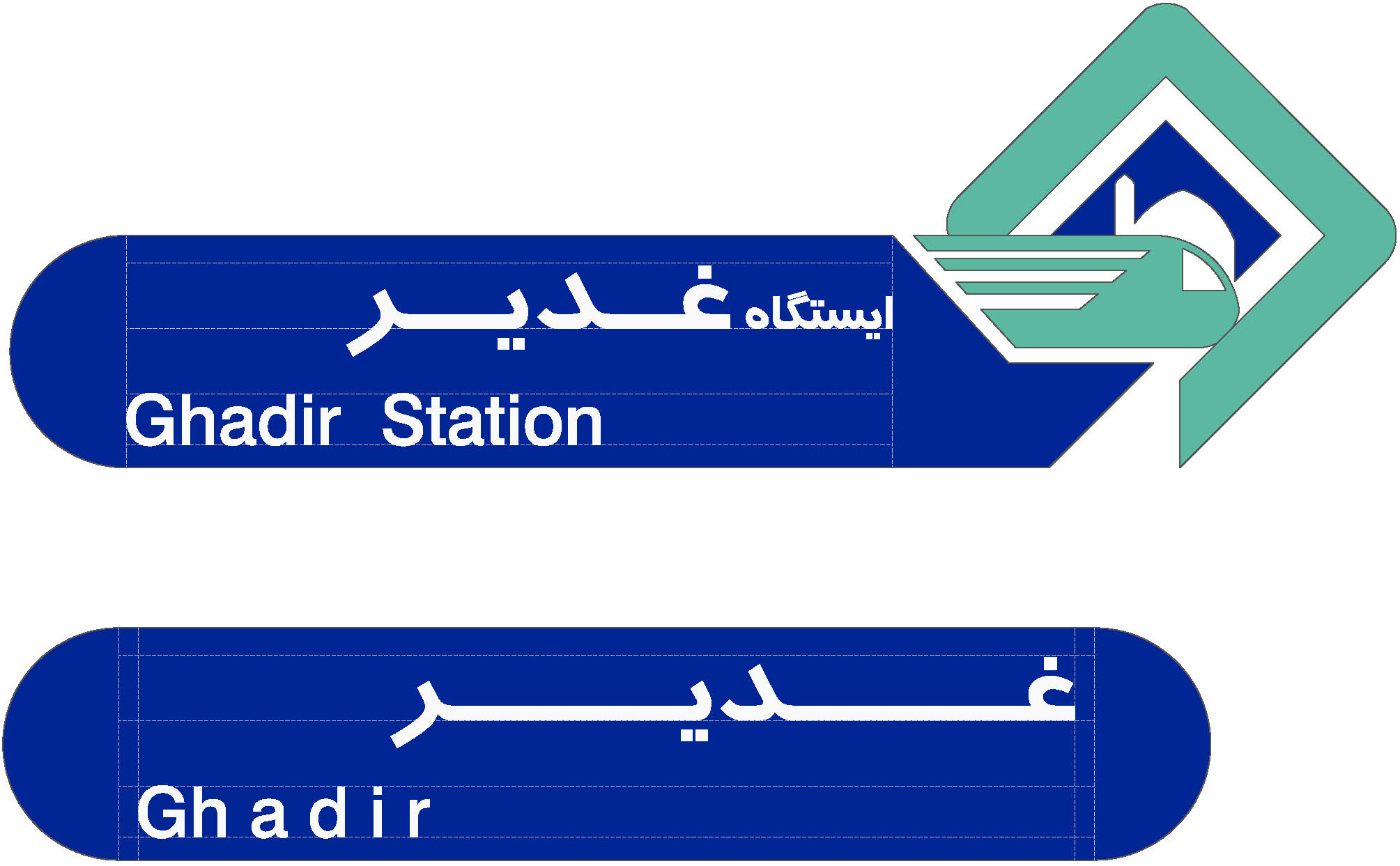
علامة المحطة النموذجية في النظام

### الخط 1
الخط الأول طوله 19.5-كيلومتر (12.1 ميل)، ويحتوي على 22 محطة، كان الخط الأول هو أول خط اكتمل؛ بدأ البناء في عام 1999 م، وافتُتح في 24 نيسان 2011 م، وكان التأخر بسبب الحصار الاقتصادي الغربي. كان الخط يمتد في الأصل من وكيل آباد إلى غدير.
يمتد الخط الأول حاليًا بين مطار هاشمي نجاد في الشرق وكيل آباد في الجنوب الغربي، بمدة سفر تبلغ 41 دقيقة. يقع حوالي نصف الطريق في الأنفاق تحت الأرض، والباقي على مستوى الأرض.

#### توسعة الخط الأول
توسَّع الخط الأول فأُضيف 4.5 كـم (2.8 ميل) من خطوط السكك الحديدية تحت الأرض ومحطتين (بستان الريحانة ومطار هاشمي نجاد)، ويربط مطار مشهد الدولي بسكة حديد مشهد الحضرية. وصل الخط الأول إلى إجمالي 24 محطة (13 تحت الأرض، و11 على الأرض) على طول 24 كـم (15 ميل) من المسار، مثل 15.5 كـم (9.6 ميل) في الأنفاق بالإضافة إلى 8.5 كـم (5.3 ميل) على الأرض، وسعة ركاب تصل إلى 170 ألف راكب يوميًا، إلى جانب التشغيل اليومي بين 6 صباحًا و 10 مساءً. وقد أدى هذا التوسع إلى جعل مشهد أول مدينة في إيران تتمتع باتصال النقل الجماعي بالمطار، وقد لحقتها مدن أخرى.

### الخط 2
الخط 2 هو مترو تقليدي، يمتد من الشمال إلى الجنوب لمدة 14.5 كـم (9.0 ميل) بين الشهيد فكوري والطبرسي بـ 13 محطة. أُجري الحفر باثنين من آلات حفر الأنفاق (TBMs). اعتبارًا من شباط 2017، بدأ التشغيل المحدود للمرحلة الأولى من الخط الثاني. يرتبط الخط بشبكة السكك الحديدية بين المدن في راآه آهان. في 20 آذار 2018، بدأ التشغيل التجريبي لمحطة شريعتي، أول محطة تبادلية في النظام. اُفتتحَت المحطة رسميًا في 7 أيار 2018، في حفل حضره الرئيس الإيراني حسن روحاني. في 27 تموز 2019، اُفتتحَت محطة شهيد كاويه. مُدد الخط إلى شهيد فاكوري في 3 أيار 2025 م.

### الخط 3

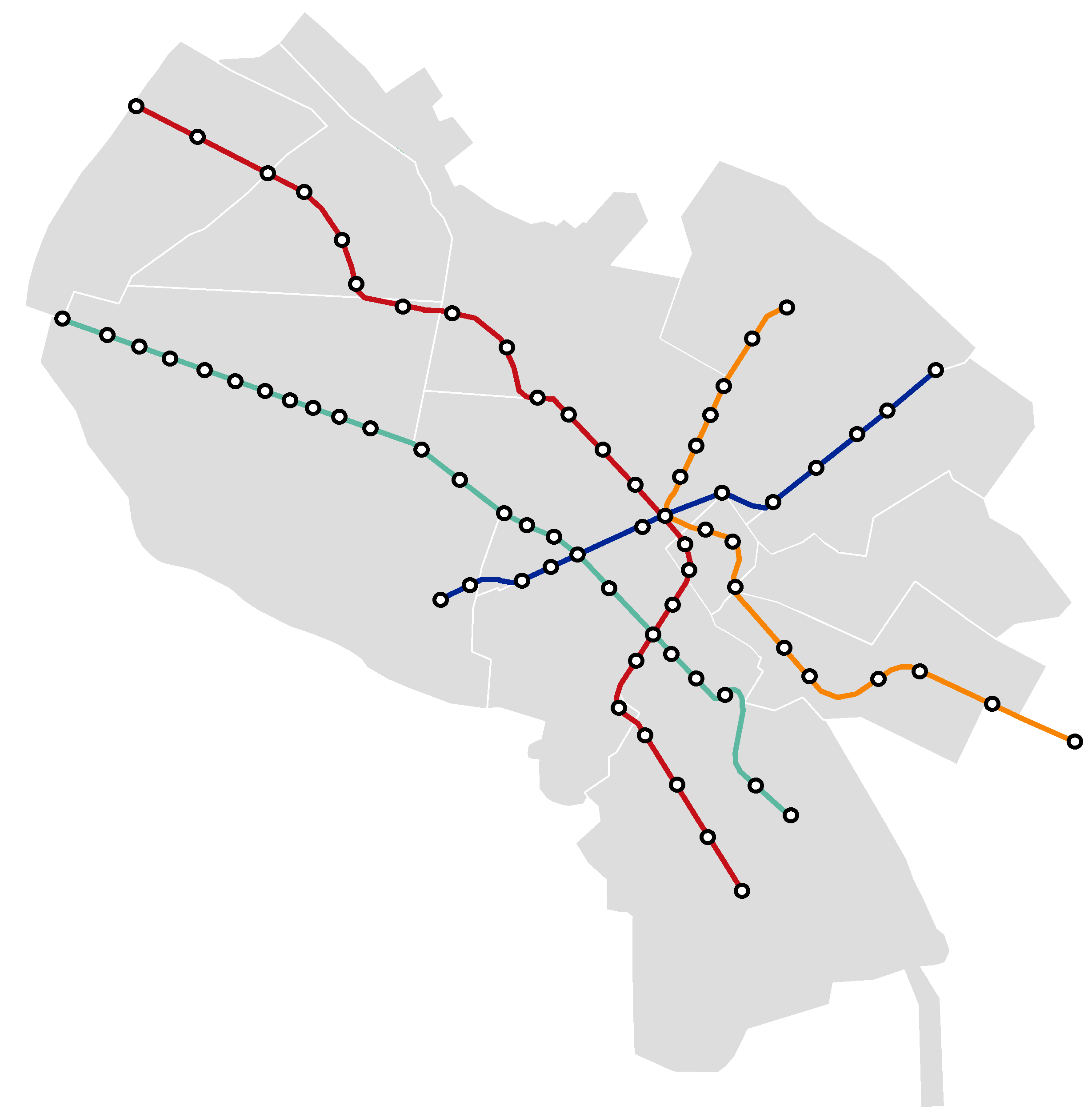
الخطة المستقبلية لخطوط مترو مشهد

بدأ بناء الخط الثالث في عام 2015 م، حيث قامت آلات حفر الأنفاق بالحفر. بحلول عام 2020، اكتمل حفر 8.5 كـم (5.3 ميل) من الأنفاق، ومن المتوقع أن يبلغ طول المسار الكامل 28.5 كـم (17.7 ميل) وأن يخدم 24 محطة. دخلت المرحلة الأولى من الخط مرحلة التشغيل الجزئي في 8 أيار 2025، مع مسار أولي مكون من 3 محطات بين محطة الشهداء ومحطة الإمام الرضا.

### الخط 4
من المخطط إنشاء خط إضافي آخر. الخط الرابع الذي يبلغ 17.5 كـم (10.9 ميل) تمت الموافقة عليه وسيحتوي على 15 محطة. بدأت أعمال حفر نفق الخط الرابع في صيف 2021 وهي جارية حاليًا.

## عربات السكك الحديدية
طُلب أسطول مكون من 60 مركبة منخفضة الأرضية (نوع LRV) من شركة سي آر آر سي مركبات سكة حديد تشانغتشون الصينية  للخط 1. تُمثل هذه المرة الأولى التي تُصدر الصين مركبات سكك حديدية خفيفة إلى عميل خارج الصين.
طُلب أسطول مكون من 100 قطار مترو من شركة سي إن آر الإيرانية. جُمع 85 منها في إيران بشركة تي دبليو إم الإيرانية.

## روابط خارجية
- شركة سكة حديد مشهد الحضرية (MURCO)

- شركة تشغيل السكك الحديدية الحضرية في مشهد (MUROC)